# مسيرة دافعي الضرائب في واشنطن
مسيرة دافعي الضرائب في واشنطن (تعرف أيضًا باسم حزب الشاي 9/12) هي مسيرة احتجاجية لـ حزب الشاي بدأت من بلازا الحرية حتى كابيتول الولايات المتحدة في 12 سبتمبر 2009 في واشنطن العاصمة وتزامن الحدث مع احتجاجات مماثلة أخرى نظمت في مختلف المدن في مختلف أنحاء الدولة. احتشد المتظاهرون ضد ما اعتبروه الحكومة الكبيرة، وتفكيك رأسمالية السوق الحر، والإجهاض، واقتراحات الرئيس باراك أوباما الخاصة بـ إصلاح نظام الرعاية الصحية، والضرائب، والنفقات الفيدرالية، من بين قضايا أخرى.
شمل منظمو هذا الحدث مجموعة مشروع 9-12، ومنظمة فريدم ووركس، والاتحاد الوطني لدافعي الضرائب، ومعهد هارتلاند، ومجموعة أمريكو إصلاح الضرائب، ومنظمة وطنيون حزب الشاي، وريسيست نت. وقد تم الترويج للحدث من قبل معلق قناة فوكس نيوز غلين بيك كرمز لما أسماه «الوحدة الوطنية» في أعقاب الذكرى الثامنة لأحداث 11 سبتمبر 2001. وتعتبر هذه المسيرة أكبر تجمع من المحافظين الماليين في واشنطن العاصمة، وكذلك أكبر مظاهرة ضد إدارة الرئيس أوباما حتى الآن.
تم اقتراح نطاق كبير من إحصاء التجمعات لهذا الحدث، مع استعانة معظم وسائل الإعلام بـ مسؤول الإعلام العام لإدارة الإطفاء بالعاصمة الذي قدر بشكل غير رسمي عدد الحضور بأنه «يزيد عن 75000 شخص». وأصدرت إدارة الإطفاء بالعاصمة بعد ذلك بيانًا تقول فيه أنها لم تقدم أي إحصاء للتجمع، وأن أي إحصاء منسوب إليها يعد كاذبًا. وذكرت أيضًا أن الإحصاء المبكر الذي صدر على تويتر بعدد 60000 كان لمنطقة معينة هي بلازا الحرية وليس للعدد الإجمالي للمشاركين في الحدث. وقدم أيضًا منظمو الحدث تقريرًا بعدد الحضور. واقترحت منظمة فريدم ووركس أن عدد المشاركين كان ما بين 600000 إلى 800000 مشارك، بينما صرح الاتحاد الوطني لدافعي الضرائب بأنه كان يتراوح ما بين 200000 و300000 مشارك.

## نشاط المسيرة

### الإطار الزمني

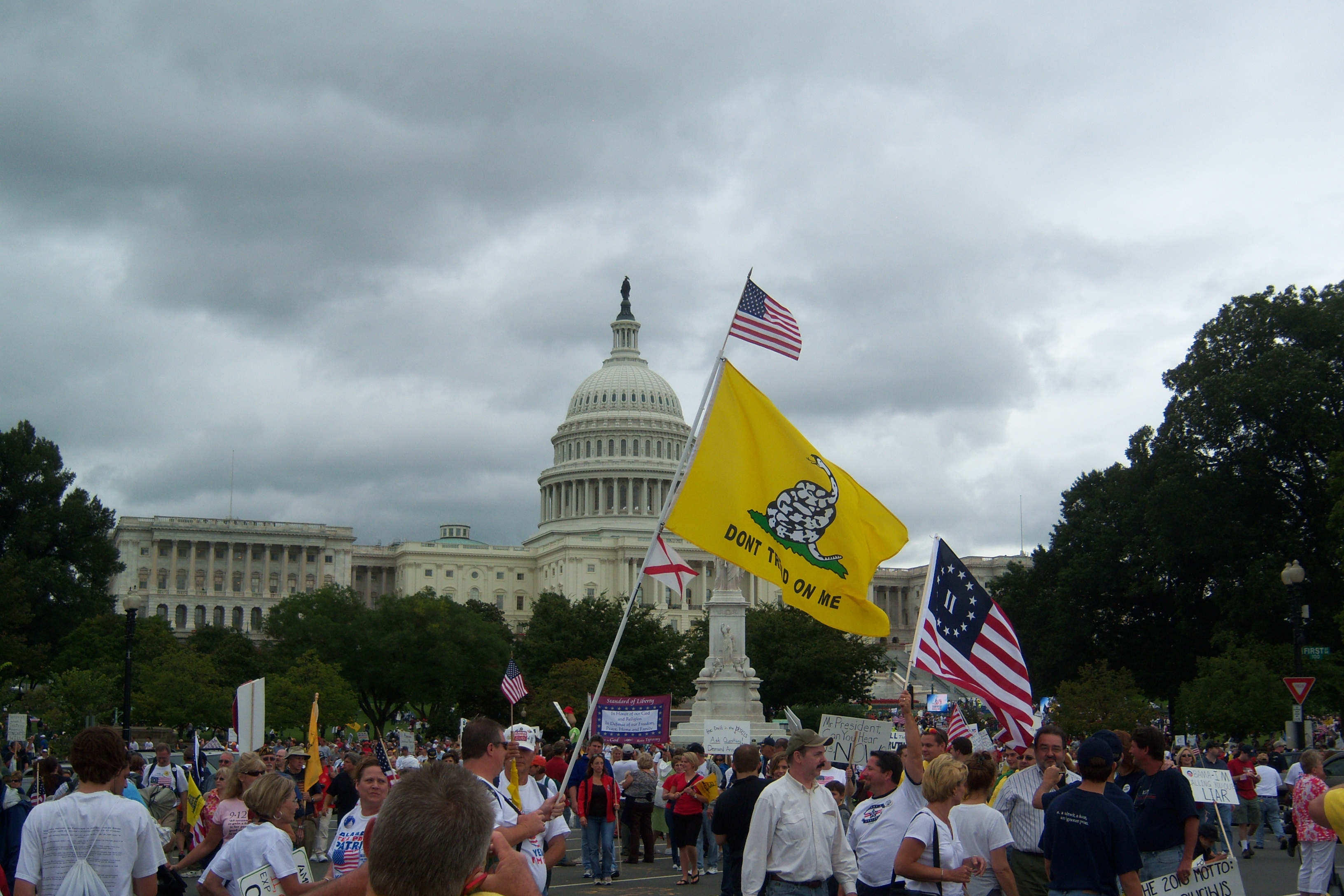
12 سبتمبر 2009، واشنطن العاصمة، متظاهرون بالحديقة الغربية يتجهون ناحية مبنى كابيتول الولايات المتحدة.

في يوم السبت، 12 سبتمبر، تجمع المشاركون في بلازا الحرية، الواقع شرق البيت الأبيض بالضبط. كان من المقرر للمسيرة أن تبدأ في شارع بنسلفانيا في تمام الساعة 11:30 صباحًا، ويتقدمها فرق العزف على الناي والقرع على الطبول، وتسير باتجاه كابيتول هيل؛ ولكن بسبب عدد المتظاهرين الكبير وغير المتوقع، ازدحمت منطقة بلازا وما حولها وانطلقت المسيرة قبل موعدها المحدد بساعة.
سجلت سي-سبان المسيرة كاملة لمدة ساعتين و50 دقيقة والتي بدأت رسميًا في الساعة 1:11 مساءً بخطاب ترحيب من جيني بيث مارتن، المؤسس المشارك والمنسق الوطني لمنظمة وطنيون حزب الشاي.
خلال المسيرة، غنى معظم المتظاهرين الأغاني الوطنية، أو رددوا شعارات سياسية، أو لوحوا بالعلم الأمريكي أو علم جادسدن الأصفر، أو حملوا لافتات تغطي مجموعة كبيرة من القضايا السياسية.

### الإشارات

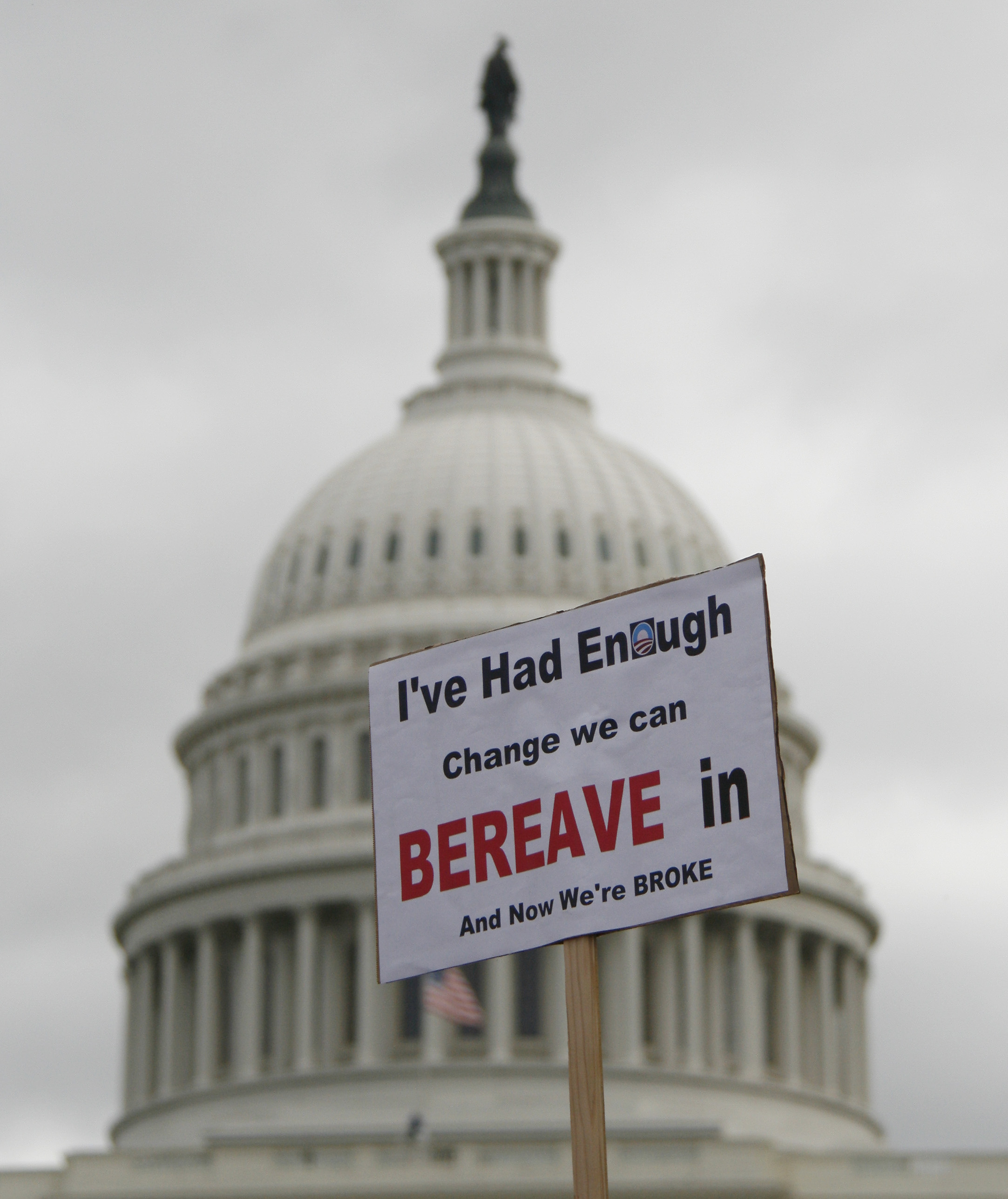
لافتة احتجاجية وتظهر قبة كابيتول الولايات المتحدة في الخلفية

على الرغم من أن العديد من اللافتات كانت قريبة من رسالة حزب الشاي الأصلية "اكتفينا من الضرائب"، مثل "أوقفوا إسراف أوباما في النفقات"، شملت بعض اللافتات المكتوبة باليد ويحملها المتظاهرون عبارات مثل "كاذب، كاذب" و"يا نظام أوباما! ممنوع المساس بجسدي". روجت لافتات أخرى نظريات مؤامرة المواطنة لأوباما، ورسمت صورة باراك أوباما في شكل "الجوكر"، وشبهت أوباما بـ أدولف هتلر. وعلق أحد المحتجين أن العديد من اللافتات كانت تعبر عن المخاوف إزاء الأعباء الضريبية التي سيتكبدها "أحفادنا"، ولافتات أخرى لم يشعر أنها كانت مناسبة للتكرار". جين هيلي، مؤلف ونائب رئيس معهد كاتو الليبرتاري، يرى أن اللافتات ركزت بشكل عام على معارضة كفالة الإنقاذ المالية واقتراح أوباما الخاص بـ إصلاح الرعاية الصحية، وتعيين "قيصر" رئاسي.

### المتحدثون
كان من بين المتحدثين في المظاهرة زعيم الاغلبية بمجلس النوابالسابق ديك آرمي، ورئيس منظمة فريدم ووركس، وعدد قليل من الجمهوريين في مجلس الشيوخ والنواب الأمريكي ومنهم مايك بنس، رئيس مؤتمر الجمهوريين في مجلس النواب، والممثل توم برايس من جورجيا، والسيناتور جيم ديمينت من ولاية كارولينا الجنوبية، والممثلة مارشا بلاكبرن من ولاية تينيسي. قال بنس إن «الأميركيين يريدون إصلاح نظام الرعاية الصحية، لكنهم لا يريدون الاستيلاء على الحكومة».

## الحضور

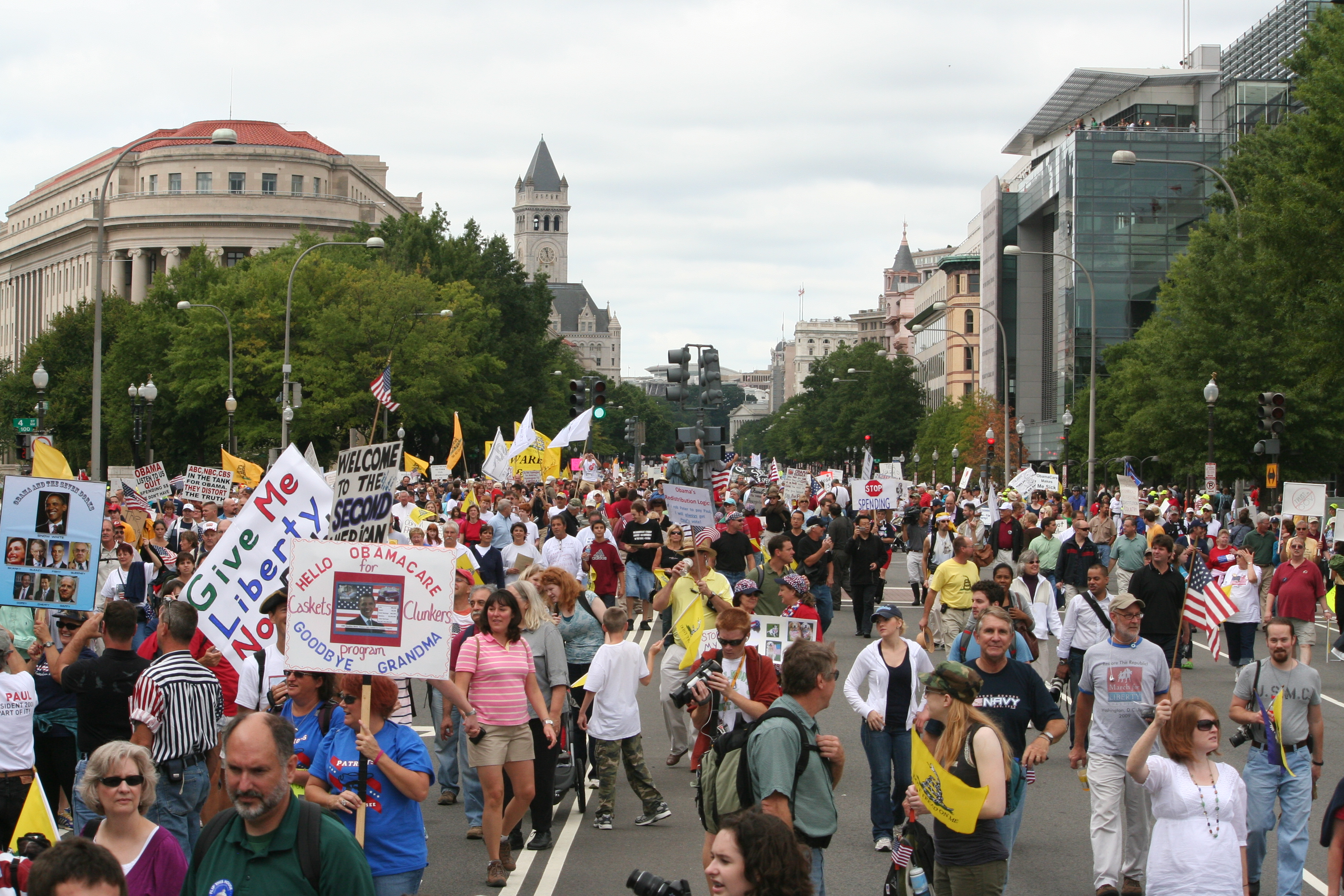
متظاهرون يسيرون في شارع بنسلفانيا

بعد الحدث، تم تقديم نطاق كبير من إحصاء التجمعات من قبل المنظمين، والمتظاهرين، وأجهزة الإعلام. امتدت المساحة التي شغلها الحشد من حديقة كابيتول الولايات المتحدة حتى منتزه ناشونال مول على امتداد الشارع الثالث. وقدر إحصاء التجمعات لهذا الحشد والذي ذكر في العديد من وكالات الأنباء «بعشرات الآلاف». و«بين 60000 و75000 شخص»، بينما استعان كثيرون بـ مسؤول الإعلام العام بـ إدارة الإطفاء بالعاصمة الذي قدر بشكل غير رسمي عدد الحضور بأنه «يزيد عن 75000 شخص». وأصدرت إدارة الإطفاء بالعاصمة بعد ذلك بيانًا تقول فيه إن إحصاء التجمع المنسوب إليها يعد كاذبًا وإنه معتمد على الإحصاء المبكر الذي صدر لمنطقة معينة هي بلازا الحرية وليس للعدد الإجمالي للمشاركين في الحدث.
كاتبو المدونات المحافظين، القائلين أن الإحصاء المذكور في الأنباء كان ليبراليًا متحيزًا للإعلام، أكدوا أن العدد كان أكثر بكثير ويقدر بين مليون ومليونين من المتظاهرين. بولوتيفاكت، وكريسشان ساينس مونيتور، ولوس أنجلوس تايمز، وغيرها من وكالات الأنباء ذكرت أن بعض هؤلاء المدونين، مثل ميشيل مالكين، قد وزعت صورًا لمسيرة الحافظون العهد 1997 والتي جعلت مسيرة 2009 تبدو أكثر حضورًا. ومما أضاف لصعوبة حساب عدد المتظاهرين، هو ذلك الجزء من منتزه ناشيوونال مول القريب من نصب واشنطن، حيث كان مخصصًا للاحتفال السنوي الرابع والعشرين الخاص بحدث لمّ الشمل الوطني للأسر السوداء في 12 سبتمبر.
صرح مات كيب، رئيس منظمة فريدم ووركس ومنظم المسيرة على المنصة، أن قناة إيه بي سي نيوز ذكرت أن عدد الحاضرين من المتظاهرين كان بين مليون إلى مليون ونصف شخص. نشرت إيه بي سي نيوز في وقت لاحق مقالاً قالت فيه أن هذا العدد نقل عنها بشكل غير دقيق من قبل كيب، وذكرت أن 60000 إلى 70000 متظاهر قد حضر هذا الحدث، مستشهدة بالعدد غير الرسمي الصادر من إدارة الإطفاء بالعاصمة. وبعد مقارنة صور احتجاج يوم السبت مع الأحداث السابقة، راجعت منظمة فريدم ووركس إحصائها ليصبح ما بين 600000 و800000 متظاهر. وقال بيت سيب، المتحدث باسم الاتحاد الوطني لدافعي الضرائب، إحدى المنظمات الراعية للمسيرة، أن إحصاءها للمسيرة يقدر بـ 75000 متظاهر في الصباح، وما بين 200000 و300000 متظاهر على مدار اليوم.
أخبر فاروق الباز، أستاذ في جامعة بوسطن وخبير في إحصاء التجمعات، جريدة لوس أنجلوس تايمز أن بحثه غير الرسمي من خلال التغطية الإعلامية يشير إلى أن ذروة عدد الحضور كانت 75000 متظاهر. وأضاف الباز أنه بسبب عدم وجود صور جوية للحدث، فمن المستحيل الوصول لأي إحصاء دقيق. وذكر مترو واشنطن أنه كان هناك 87000 راكب إضافي في ذلك اليوم مقارنة بمتوسط الركاب.

## مسيرة 2010
حدث مسيرة أخرى في 12 سبتمبر 2010 في واشنطن باحتشاد أقوى من «الآلاف». وتم عقد حزبين كبيرين آخرين لحزب الشاي في ساكرامنتو، كاليفورنيا، والذي جذب 25,000 إلى 50,000 عضو، وفي سانت لويس، ميسوري، بالإضافة إلى العديد من أحزاب الشاي المحلية في جميع أنحاء الدولة.

## وصلات خارجية
- 912dc.org official website
- Video coverage by C-SPAN
- Signs of Discontent: 9-12-09 in DC[وصلة مكسورة] slideshow by Life magazine
- Signs of the Tea-Party Protests photo essay by تايم (مجلة) magazine